# Helvi Blasió
Helvi Blasió (en llatí Helvius Blasio) va ser un cavaller romà que es va suïcidar per donar exemple al seu amic Dècim Juni Brut Albí quan aquest va caure en mans de l'enemic l'any 43 aC durant la Tercera guerra civil romana.